# Instituto Nacional de Carnes
El Instituto Nacional de Carnes (INAC) es una agencia del gobierno de Uruguay. Tiene su sede en la calle Rincón 545, Ciudad Vieja, Montevideo. La ley n.º 15605 del 27 de julio de 1984 estableció la agencia.